# Orde van Omayyad
De Orde van Omayyad werd op 12 juli 1934 ingesteld door de Franse autoriteiten die Syrië bestuurden. De ridderorde werd na de onafhankelijkheid in 1946 aangehouden. De orde ontleent haar naam aan de dynastie der Omayyaden die in de middeleeuwen vanuit Aleppo en Damascus over het Midden-Oosten regeerden.
De orde heeft drie graden;
- Eerste Graad of grootkruis

- Tweede Graad of grootofficier

- Derde Graad of commandeur

De orde wordt aan Syriërs en aan vreemdelingen toegekend voor burgerlijke en militaire verdiensten. De zilveren ster heeft acht punten en een wit medaillon dat met filligrain is bedekt. Op de groene rand rond het medaillon staat in het Arabisch "ORDE VAN DE OMAYYAD.". De ster die op de borst wordt gedragen is gelijk aan het kleinood maar zij draagt ook drie rode sterren. Het lint is grijs met een zwarte bies en brede witte strepen.
In 1974 werd de orde aan maarschalk Tito verleend. Zie de lijst van ridderorden en onderscheidingen van maarschalk Tito.